# Diocesi di Ege

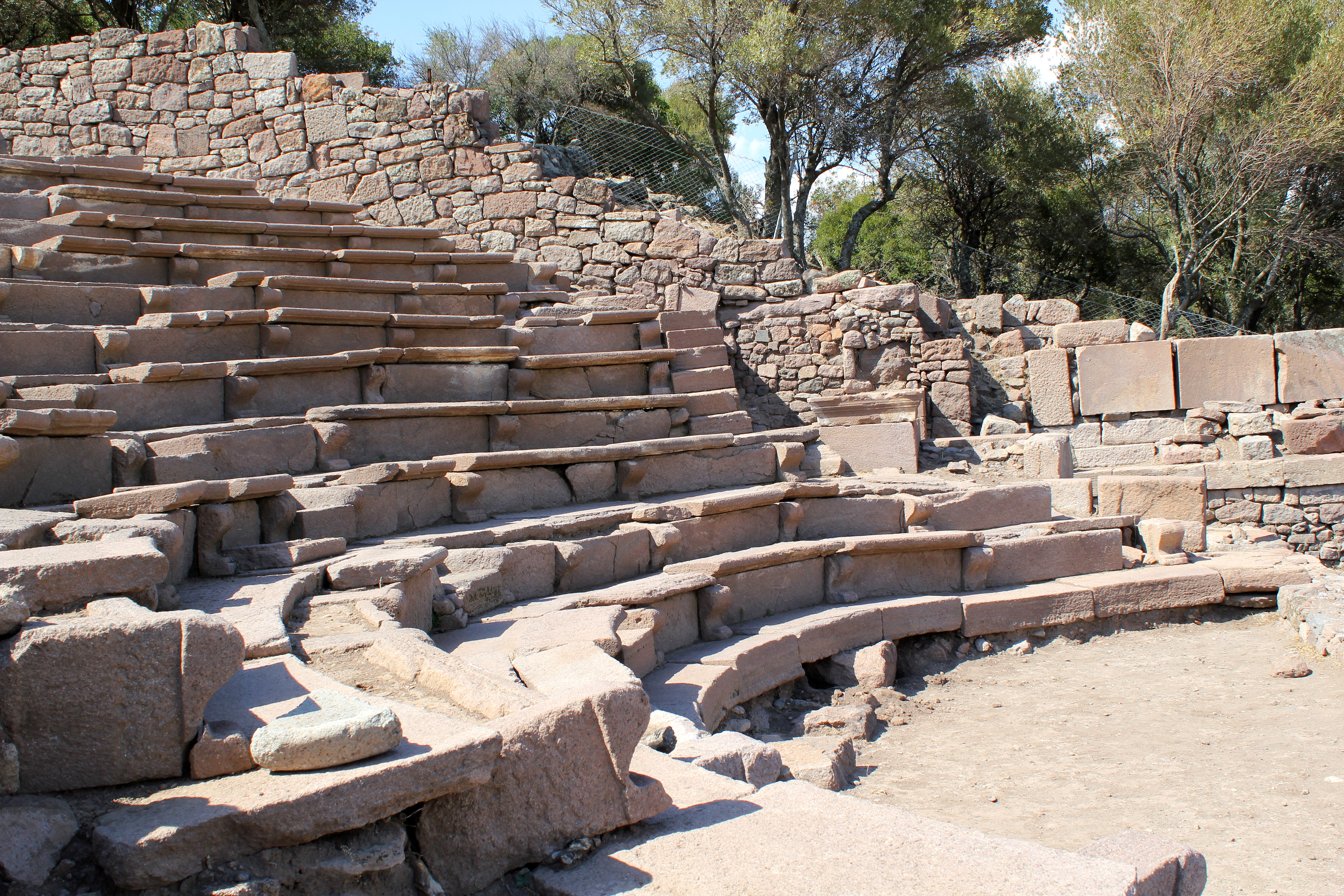
Resti di Aigai (Ege).

La diocesi di Ege (in latino: Dioecesis Aegaea) è una sede soppressa del patriarcato di Costantinopoli e una sede titolare della Chiesa cattolica.

## Storia
Ege, identificabile con Nemrud-Kalesi nell'odierna Turchia, è un'antica sede episcopale della provincia romana di Asia nella diocesi civile omonima. Faceva parte del patriarcato di Costantinopoli ed era suffraganea dell'arcidiocesi di Efeso. La diocesi non è menzionata in nessuna delle Notitiae Episcopatuum del patriarcato.
Il primo vescovo attribuito a questa antica diocesi è Teodoro, il cui nome è legato alla leggenda dei Sette dormienti di Efeso. Tra le diverse versioni di questa leggenda, solo la versione di Fozio menziona Teodoro, vescovo di Ege, che all'epoca dell'imperatore Teodosio II (408-450) negava la fede nella risurrezione dei morti attirando a lui un nutrito gruppo di discepoli.
Le Quien aggiunge Stefano, episcopus Gaiopolis Asiae, presente al concilio di Efeso del 431, la cui sede è identificata, ma senza prove giustificate, con la diocesi di Ege. La prosopografia di questo periodo relativa alla diocesi civile di Asia, menziona un solo vescovo di nome Stefano al concilio del 431, ed apparteneva alla diocesi di Teos o a quella di Dioshieron.
Primo vescovo certo di Ege è Ciriaco, che partecipò al "brigantaggio" di Efeso del 449 e al concilio di Calcedonia nel 451. Rufino sottoscrisse il decreto sinodale di Gennadio I di Costantinopoli contro i simoniaci nel 459 circa. Al secondo concilio di Nicea del 787 il vescovo era assente e si fece rappresentare da un locum tenens, Costante (o Costantino). Al concilio di Costantinopoli dell'879-880 che riabilitò il patriarca Fozio di Costantinopoli partecipò il vescovo Menas; incerta è tuttavia la sua attribuzione a questa sede o a quella omonima della Cilicia.
Tra XII e XIII secolo vengono attribuiti a Ege altri due vescovi, Giovanni e Giorgio, che presero parte ai sinodi celebrati a Efeso rispettivamente nel 1167 e nel 1230.
Dal XVIII secolo Ege è annoverata tra le sedi vescovili titolari della Chiesa cattolica; la sede è vacante dal 26 maggio 1978.

## Cronotassi

### Vescovi greci
- Stefano ? † (menzionato nel 431)
- Teodoro † (dopo il 408 - prima del 449)
- Ciriaco † (prima del 449 - dopo il 451)
- Rufino † (menzionato nel 459 circa)
- Anonimo † (menzionato nel 787)
- Menas † (menzionato nell'879)
- Giovanni † (menzionato nel 1167)
- Giorgio † (menzionato nel 1230)

### Vescovi titolari
- Giorgio Georgi, O.E.S.A. † (9 marzo 1394 - 1396 deceduto)[9]
- Jakub Stefan Augustynowicz † (11 febbraio 1737 - 22 dicembre 1751 succeduto arcieparca di Leopoli degli Armeni)
- Jean-Baptiste-Marie Bron † (14 gennaio 1754 - 1775 deceduto)
- Michel Joseph de Laulanhier † (29 gennaio 1776 - giugno 1789 deceduto)
- Giovanni Maria Bisignani † (24 maggio 1824 - settembre 1855 deceduto)
- Francisco de Asís Orueta y Castrillón, C.O. † (28 settembre 1855 - 26 settembre 1859 nominato vescovo di Trujillo)
- Francesco Domenico Raynaud (Reynaudi), O.F.M.Cap. † (17 dicembre 1867 - 5 maggio 1885 nominato arcivescovo titolare di Stauropoli)
- Gérard-Marie Coderre † (5 luglio 1951 - 3 febbraio 1955 succeduto vescovo di Saint-Jean-de-Québec)
- Marius Paré † (7 febbraio 1956 - 18 febbraio 1961 succeduto vescovo di Chicoutimi)
- Cornelio Chizzini, F.D.P. † (12 aprile 1962 - 26 maggio 1978 dimesso)